# 渋谷金太郎
渋谷 金太郎（澁谷 金太郎、しぶや きんたろう、1951年（昭和26年）6月8日 - 2022年（令和4年）2月14日）は、日本の政治家。東京都清瀬市長（3期）、清瀬市議会議員（4期）。渋谷邦蔵、渋谷桂司とは血縁関係はない。

## 来歴
東京都北多摩郡清瀬村(のち清瀬町、現・清瀬市)生まれ。早稲田大学政治経済学部卒業。清瀬市内の幼稚園の園長を務めながら、所沢市にスポーツクラブを創立した。
1995年（平成7年）4月、清瀬市議会議員選挙に初当選。市議選は4回当選。2003年（平成15年）から2005年（平成17年）まで市議会議長を務めた。
清瀬市長の星野繁から後継者指名を受けていたが、当初は固辞していたという。「これからは公の立場で公の人生で恩返しをしなければいけない」という思いから、2011年（平成23年）4月24日に行われた清瀬市長選挙に自民党・公明党の推薦を得て出馬。元市議で日本共産党の推薦を得た金丸一孝を破り初当選を果たした（渋谷：20,551票、金丸：10,458票）。5月1日、市長就任。
2015年（平成27年）、再選。
2019年4月21日投開票の市長選挙では、自民党は市議の中村清治を推薦したため保守分裂選挙となった。市政をめぐっては渋谷による公用車私的利用問題が発覚し、中村の出馬の背景には市政運営に対する反発があったとみられる。市長選挙には陶芸家の池田いづみも立候補した。開票の結果、対立候補2人を退け、3選（渋谷：13,014票、池田：9,439票、中村：9,105票）。
2022年（令和4年）1月から入退院を繰り返し、2月10日、市長職務代理者に瀬谷真副市長を充てた。 2月14日に容態が急変し、入院先の清瀬市内の病院で死去した。病名は非公表。70歳没。死没日付をもって正五位に叙され、旭日小綬章を追贈された。